# Doria (étel)
A doria (ドリア) az omurice, a krokke és a kare rokonaként a japán fúziós konyha, a jósoku tipikus egyede. A tradicionális vasoku-val ellentétben tehát „nyugati” ételnek tekintik.
A doria a gratinra emlékeztető, sütőben készítendő egytálétel, csak tészta helyett rizs van benne. A főtt rizsre csirkét, garnélarákot, tintahalat, darált húst stb. halmoznak, besamelmártással leöntik, megsütik, a tetejére olvasztott sajttal tálalják. Komfortétel.
A doriát az 1920-as évek elején egy svájci zsidó vendégszakács alkotta meg egy jokohamai szálloda éttermében.